# 魔法少女を忘れない
『魔法少女を忘れない』（まほうしょうじょをわすれない）は、しなな泰之による日本のライトノベル。イラストは越島はぐが担当している。スーパーダッシュ文庫（集英社）より2009年6月に刊行された。
2011年4月に映画化された。

## あらすじ
魔法少女――。それはアニメや漫画に出てくるようなファンタジックで乙女チックな存在ではない。最もそれらしい形容を当てはめるのなら、彼女達は兵士だ。戦うための訓練を受け、どういうわけか人より寿命が短い。僕、北岡悠也（きたおかゆうや）には血の繋がらない妹がいる。彼女の名はみらい。母さんが突然連れてきた僕の妹で……元、魔法少女だ。

## 登場人物
北岡 悠也（きたおか ゆうや）
桑篠高校2年。突然やって来た妹のみらいとの距離をはかりかねている。
北岡 みらい（きたおか  みらい）
悠也の妹で、元・魔法少女という経歴を持つ。おっとりした不思議な雰囲気をまとっている。悠也の部屋のベッドの上で漫画を読むのが趣味で、よくそのまま眠ってしまい枕をよだれまみれにしてしまう。
佐々木 千花（ささき ちか）
悠也の幼馴染でクラスの委員長。かなりの照れ屋。古風な話し方が特徴で、小奇麗なアクセサリーなど、俗に言う「可愛らしい」ものに弱いが自分には似合わないと言い張る。
小田 直樹（おだ なおき）
悠也と千花のクラスメイトにして友人。軽いノリの軽薄な男だが根はいいヤツ。
秋村 希美（あきむら のぞみ）
桑篠高校に勤める国語教諭で、元・魔法少女のみらいの学校における世話役を任されている。恋愛連敗中。
わかば
みらいと同期にあたる、筑波ガーデンの第十二期魔法少女。

## 既刊一覧
- しなな泰之 / 越島はぐ 『魔法少女を忘れない』 集英社〈スーパーダッシュ文庫〉、2009年6月25日発売[2]、ISBN 978-4-08-630491-7

## 映画
2011年3月19日に福岡で先行上映、4月23日に全国公開された。監督は堀禎一。主演は映画初主演となる高橋龍輝、『ピチレモン』モデルの谷内里早。テレビ西日本の初めての配給映画であり、2011年3月16日にはテレビ西日本、6月19日には関西テレビでメイキング特別番組も放送されている。映画芸術の2011年日本映画ランキングのベストテンでは第9位にランキングされた。

### キャスト
- 北岡悠也 - 高橋龍輝[4]
- 北岡みらい - 谷内里早[4]
- 佐々木千花 - 森田涼花[4]
- 小田直樹 - 碓井将大[4]
- 秋村希美 - 前田亜季[4]
- 悠也の母 - 佐藤恵美香[3]
- 小島めぐみ - 岸本麻[3]
- 鮎川真 - 鋤﨑貴斗[3]
- 萩尾望 - マリー・紅緒[3]
- 萩尾美弥子 - ミレイユ・美緒[3]
- 佐々木淳 - 伴大介（友情出演）[4]

### スタッフ
- 監督 - 堀禎一[4]
- 企画 - 井戸剛[4]
- 原作 - しなな泰之[4]
- 脚本 - 中野太[4]、ますもとたくや[4]
- 撮影 - 橋本彩子[4]
- 編集 - 岡本浩明[4]
- 音楽 - 伊藤幸毅[4]
- 主題歌 - JURIAN BEAT CRISIS『キミといた証』[4]
- 照明 - 山本浩資[4]
- 録音 - 竹井徹[4]
- プロデューサー - 木下茂憲、福原和晃
- 製作会社 - 「魔法少女を忘れない」パートナーズ（テレビ西日本、イーネット・フロンティア、えすと、ベドラム）[3]
- 配給 - テレビ西日本[3]、SPOTTED PRODUCTIONS[3]